# Wapen van Westenschouwen

Wapen van Westenschouwen

Het wapen van Westenschouwen werd op 31 juli 1817 bevestigd door de Hoge Raad van Adel nadat de Zeeuwse gemeente Westenschouwen opgeheven was per 1 januari 1816. Westenschouwen ging toen op in gemeente Burgh, nu onderdeel van gemeente Schouwen-Duiveland. Het wapen van Westenschouwen heeft daardoor geen officieus karakter gekend als gemeentewapen, terwijl het wel als zodanig is gevoerd.

## Blazoenering
De blazoenering van het wapen luidde als volgt:
In sabel een dwarsbalk van goud.
De heraldische kleuren zijn sabel (zwart) en goud (goud of geel). 

## Verklaring
Bij de site Nederlandse Gemeentewapens is de herkomst onbekend. Wel wordt vermeld dat het wapen reeds in de heerlijkheid Westenschouwen is gevoerd. Ook wordt er gesuggereerd dat er een verband kan zijn met het wapen van Borssele. Het geslacht Van Borssele had namelijk veel bezittingen in Zeeland. Een link tussen deze familie en Westenschouwen is (nog) niet gevonden.
Zelf rept de gemeentesite van Schouwen-Duiveland over een wilde fantasie dat het bovenste deel de zwarte stormlucht verbeeldt, waarmee gerefereerd wordt naar de stormvloeden. Het gouden balk zou dan staan voor het land, een duin of het witte strand, terwijl het onderste deel de door stormen verbolgen zee wordt afgebeeld.

## Verwante wapens

Een mogelijk verband met het wapen van Borssele

Aagtekerke
· Aardenburg
· Arnemuiden
· Axel
· Baarland
· Bath
· Biervliet
· Biggekerke
· Bloois
· Bommenede
· Borssele
· Boschkapelle
· Botland
· Breskens
· Brigdamme
· Brijdorpe
· Brouwershaven
· Bruinisse
· Burgh
· Buttinge
· Cadzand
· Clinge
· Colijnsplaat
· Domburg
· Dreischor
· Driewegen
· Duiveland
· Duivendijke
· Elkerzee
· Ellemeet
· Ellewoutsdijk
· Eversdijk
· Gapinge
· Graauw en Langendam
· 's-Gravenpolder
· Grijpskerke
· Groede
· Haamstede
· 's-Heer Abtskerke
· 's-Heer Arendskerke
· 's-Heer Hendrikskinderen
· 's-Heerenhoek
· Heille
· Heinkenszand
· Hengstdijk
· Hoedekenskerke
· Hoek
· Hontenisse
· Hoofdplaat
· Hoogelande
· IJzendijke
· Kapelle
· Kats
· Kattendijke
· Kerkwerve
· Klaaskinderkerke
· Kleverskerke
· Kloetinge
· Koewacht
· Kortgene
· Koudekerke
· Krabbendijke
· Kruiningen
· Looperskapelle
· Maire
· Mariekerke
· Meliskerke
· Middenschouwen
· Nieuw- en Sint Joosland
· Nieuwerkerk
· Nieuwerkerke
· Nieuwlande
· Nieuwvliet
· Nisse
· Noordgouwe
· Noordwelle
· Oostburg
· Oosterland
· Oostkapelle
· Oost-Souburg
· Oost- en West-Souburg
· Ossenisse
· Oud-Vossemeer
· Oudelande
· Ouwerkerk
· Overslag
· Ovezande
· Philippine
· Poortvliet
· Renesse
· Rengerskerke en Zuidland
· Retranchement
· Rilland
· Rilland-Bath
· Ritthem
· Sas van Gent
· Scherpenisse
· Schoondijke
· Schore
· Serooskerke (Schouwen-Duiveland)
· Serooskerke (Veere)
· Sinoutskerke en Baarsdorp
· Sint Anna ter Muiden
· Sint-Annaland
· Sint Jansteen
· Sint Kruis
· Sint Laurens
· Sint-Maartensdijk
· Sint Philipsland
· Sirjansland
· Sluis
· Sluis-Aardenburg
· Stavenisse
· Stoppeldijk
· Valkenisse (Walcheren)
· Valkenisse (Zuid-Beveland)
· Vogelwaarde
· Vrouwenpolder
· Waarde
· Waterlandkerkje
· Wemeldinge
· West-Souburg
· Westdorpe
· Westenschouwen
· Westerschouwen
· Westkapelle
· Westkapelle-Buiten en Sirpoppekerke
· Westkerke
· Wissekerke
· Wissenkerke
· Wolphaartsdijk
· Yerseke
· Zaamslag
· Zierikzee
· Zonnemaire
· Zoutelande
· Zuiddorpe
· Zuidzande
· Zwake

Dorpswapens: Geersdijk
· Hansweert
· Kamperland